# Chácaras Oliveira
Chácaras Oliveira, também conhecido como Forquilha, é um bairro do município brasileiro de Ipatinga, no interior do estado de Minas Gerais. Localiza-se no distrito Barra Alegre, estando situado na Regional V. Segundo o censo demográfico de 2022, realizado pelo Instituto Brasileiro de Geografia e Estatística (IBGE), sua população era de 1 546 habitantes e havia 572 domicílios particulares permanentes ocupados. Possui área de 2,8 km² conforme a prefeitura.
De acordo com o IBGE, em 2010 a população era de 1 359 habitantes e havia 400 domicílios particulares.

## História e descrição
A área do atual bairro pertenceu originalmente a Emília Cândida Oliveira, que chegou ao local em 1938 e dividiu as terras em chácaras décadas mais tarde. Foi um dos últimos bairros de Ipatinga a receber água tratada da rede pública de abastecimento, que começou a ser implementada na localidade em 2013. Até então, a água do bairro era extraída de nascentes ou poços artesianos, mas com o crescimento populacional essas fontes deixaram de ser suficientes.
O Chácaras Madalena é banhado pelo córrego Forquilha e a maioria das ruas do interior da localidade levam nomes de peixes, como Salmão, Tilápia e Tucunaré. No entanto, a principal via do bairro é a Avenida Forquilha. São alguns pontos de referência a Praça das Nascentes e o Campo do Forquilha, usado para partidas de torneios de futebol amador da cidade. A Igreja Nossa Senhora Aparecida, por sua vez, representa a sede da comunidade católica local, que está subordinada à Paróquia Cristo Libertador.